# Liste der Straßennamen von Deutsch-Wagram
Diese Liste der Straßennamen von Deutsch-Wagram umfasst die Namen der Straßen und Plätze Deutsch-Wagrams. Sie führt Bedeutungen und Umstände der Namengebung auf, nennt ggf. ehemalige Namen, das Errichtungs- und Benennungsjahr und den Ortsteil.

## Namensherkünfte
Die Wagramer Straßennamen lassen sich in folgende Gruppen gliedern:
- Künstler (Dichter, Komponisten)(a)  41
- alte Flurnamen bzw. Bezeichnung des örtlichen Bezuges(b)  38
- Personen und Ereignisse mit Bezug zur Schlacht bei Wagram(c)  14
- Erfinder, Entdecker und Pioniere(d)  13
- Pflanzen und Tiere(e)  11
- Arbeiterführer, Freiheitskämpfer, Sozialdemokraten(f) 12
- Personen von vorwiegend lokaler Bedeutung(g) 12
- Personen mit lokalem Bezug und überregionaler Bedeutung(h) 4
- Philosophen(i) 4
- Ärzte(j) 3
- sonstige Persönlichkeiten(k) 5

## A
- Adalbert Stifter-Gasse(a) (KG Helmahof), benannt nach dem Schriftsteller Adalbert Stifter
- Ahorngasse(e) (KG Deutsch-Wagram), benannt nach der Pflanze Ahorn
- Akazienweg(e) (KG Helmahof), benannt nach der Pflanze Akazie
- Albrecht Dürer-Gasse(a) (KG Helmahof), benannt nach dem Maler Albrecht Dürer
- Am Anger(b) (KG Deutsch-Wagram, Altes Dorf)
- Am Kallendaberg(b) (KG Deutsch-Wagram)
- Am Rand(b) (KG Deutsch-Wagram)
- Am Wagram(b) (KG Deutsch-Wagram), benannt nach dem namensgebenden Höhenzug entlang der Parbasdorferstraße
- Amundsengasse(d) (KG Deutsch-Wagram – Hagerfeld), benannt nach dem Polarforscher Roald Amundsen
- Andreas Hofer-Gasse(c) (KG Deutsch-Wagram), benannt nach dem Freiheitskämpfer Andreas Hofer
- Andreas Reischek-Gasse(d) (KG Helmahof), benannt nach dem Forschungsreisenden Andreas Reischek
- Angerner Straße(b) (KG Deutsch-Wagram, Hagerfeld) die ehemalige Angerer Bundesstraße, jetzt Landesstraße B8 heißt südwestlich der Kreuzung mit der Bockfließerstraße Hauptstraße und nordöstlich derselben Gänserndorfer-Straße
- Anton Bruckner-Gasse(a) (KG Helmahof), benannt nach dem Komponisten Anton Bruckner
- Anton Pfalzstraße(h) (KG Deutsch-Wagram), benannt nach dem Postmeister, Gemeinderat und Ortschronisten Anton Pfalz[1], Vater des Sprachwissenschaftlers Anton Pfalz
- Anzengrubergasse(a) (KG Deutsch-Wagram), benannt nach dem Schriftsteller Ludwig Anzengruber
- Arbeitergasse(f) (KG Helmahof)
- Arndtstraße (KG Deutsch-Wagram)
- Auf der Heide(b) (KG Deutsch-Wagram Altes Dorf), benannt nach der oberhalb des alten Dorfes befindlichen Heide
- August Regal-Gasse(g) (KG Helmahof), benannt nach dem Wagramer Gemeinderat August Regal (SPÖ)
- Aulissengasse(b) (KG Deutsch-Wagram Hagerfeld)

## B
- Bahnhofstraße(b) (KG Deutsch-Wagram)
- Bahnsteig(b) (KG Deutsch-Wagram)
- Beethovengasse(a) (KG Deutsch-Wagram), benannt nach dem Komponisten Ludwig van Beethoven
- Bellegardegasse(c) (KG Deutsch-Wagram), benannt nach dem Heerführer Heinrich von Bellegarde
- Bertha von Suttner-Gasse(k) (KG Helmahof), benannt nach der Friedensnobelpreisträgerin Bertha von Suttner
- Birkengasse(e) (KG Deutsch-Wagram)
- Bockfließerstraße(b) (KG Helmahof und KG Deutsch-Wagram), benannt nach der Nachbargemeinde Bockfließ
- Brahmsgasse(a) (KG Helmahof) benannt nach dem Komponisten Johannes Brahms

## C
- Cosmas Mallgasse(g) (KG Deutsch-Wagram), benannt nach dem ersten Gemeindearzt Cosmas Mall

## D
- Dammstraße(b) (KG Deutsch-Wagram)
- Dr. Adolf Schärf-Straße(f) (KG Deutsch-Wagram), benannt nach dem Politiker Adolf Schärf (SPÖ)
- Dr. Albert Schweitzer-Gasse(j) (KG Deutsch-Wagram – Hagerfeld), benannt nach dem Arzt und Nobelpreisträger Albert Schweitzer
- Dr.-Karl-Renner-Straße(f) (KG Deutsch-Wagram) benannt nach dem Bundespräsidenten und Ehrenbürger Karl Renner
- Dr. Leopold Figl-Gasse(k) (KG Deutsch-Wagram), benannt nach dem Bundeskanzler und Landeshauptmann von Niederösterreich Leopold Figl (ÖVP)
- Dr.-Semmelweis-Gasse(j) (KG Helmahof), benannt nach dem Arzt Ignaz Semmelweis

## E
- Ebner-Eschenbachgasse(a) (KG Deutsch-Wagram), benannt nach der Dichterin Marie von Ebner-Eschenbach
- Edisongasse(d) (KG Deutsch-Wagram), benannt nach dem Erfinder Thomas Alva Edison
- Eduard Bauernfeld-Gasse(a) (KG Helmahof), benannt nach dem Dichter Eduard von Bauernfeld
- Eduard Scharschon-Straße(g) (KG Deutsch-Wagram), benannt nach dem Wagramer Politiker Eduard Scharschon
- Ehrenfelsgasse(i) (KG Deutsch-Wagram), benannt nach dem Philosophen Christian Freiherr von Ehrenfels
- Eichengasse(e) (KG Deutsch-Wagram)
- Erbachstraße(c) (KG Deutsch-Wagram), benannt nach dem Oberstinhaber des Infanterieregimentes No 42 Karl Eugen zu Erbach-Schönberg
- Erzherzog Carlstraße(c) (KG Deutsch-Wagram, Altes Dorf), benannt nach dem Feldherrn Erzherzog Karl von Österreich, Herzog von Teschen (bis 1960 Hauptstraße)

## F
- Fabrikstraße(b) (KG Deutsch-Wagram und KG Helmahof), benannt nach der Kunstdünger- und Schwefelsäure Fabrik Joh. Heilinger & Co., gegründet in Wien 1873, Errichtung der Fabrik in Deutsch-Wagram 1891, ab 1908 Joh. Heilinger & Co. AG, ab 1916 Danica AG, später Donau-Chemie AG, am heutigen Gelände der Glock GmbH.
- Faimanngasse(g) (KG Deutsch-Wagram), benannt 1914 nach dem Wagramer Stationsvorstand und Ehrenbürger Johann Faimann (zum 80. Geburtstag)[2]
- Fasangasse(e) (KG Deutsch-Wagram)
- Feldgasse(b) (KG Deutsch-Wagram)
- Ferdinand Freiligrath-Straße(a) (KG Helmahof), benannt nach dem Dichter Ferdinand Freiligrath
- Ferdinand Hanusch-Platz (f) (KG Helmahof), benannt nach dem Arbeiterführer Ferdinand Hanusch
- Franz Defregger-Straße(a) (KG Helmahof), benannt nach dem Maler Franz Defregger
- Franz Mairstraße(a) (KG Deutsch-Wagram, Altes Dorf), benannt nach dem Komponisten Franz Mair
- Franz Schubertstraße(a) (KG Deutsch-Wagram), benannt nach dem Komponisten Franz Schubert
- Franz Schumeier-Straße(f) (KG Deutsch-Wagram), benannt nach dem Arbeiterführer Franz Schuhmeier
- Friedhofallee(b) (KG Deutsch-Wagram), benannt nach dem 1852 errichteten und 1923 aufgelassenen 2. Friedhof

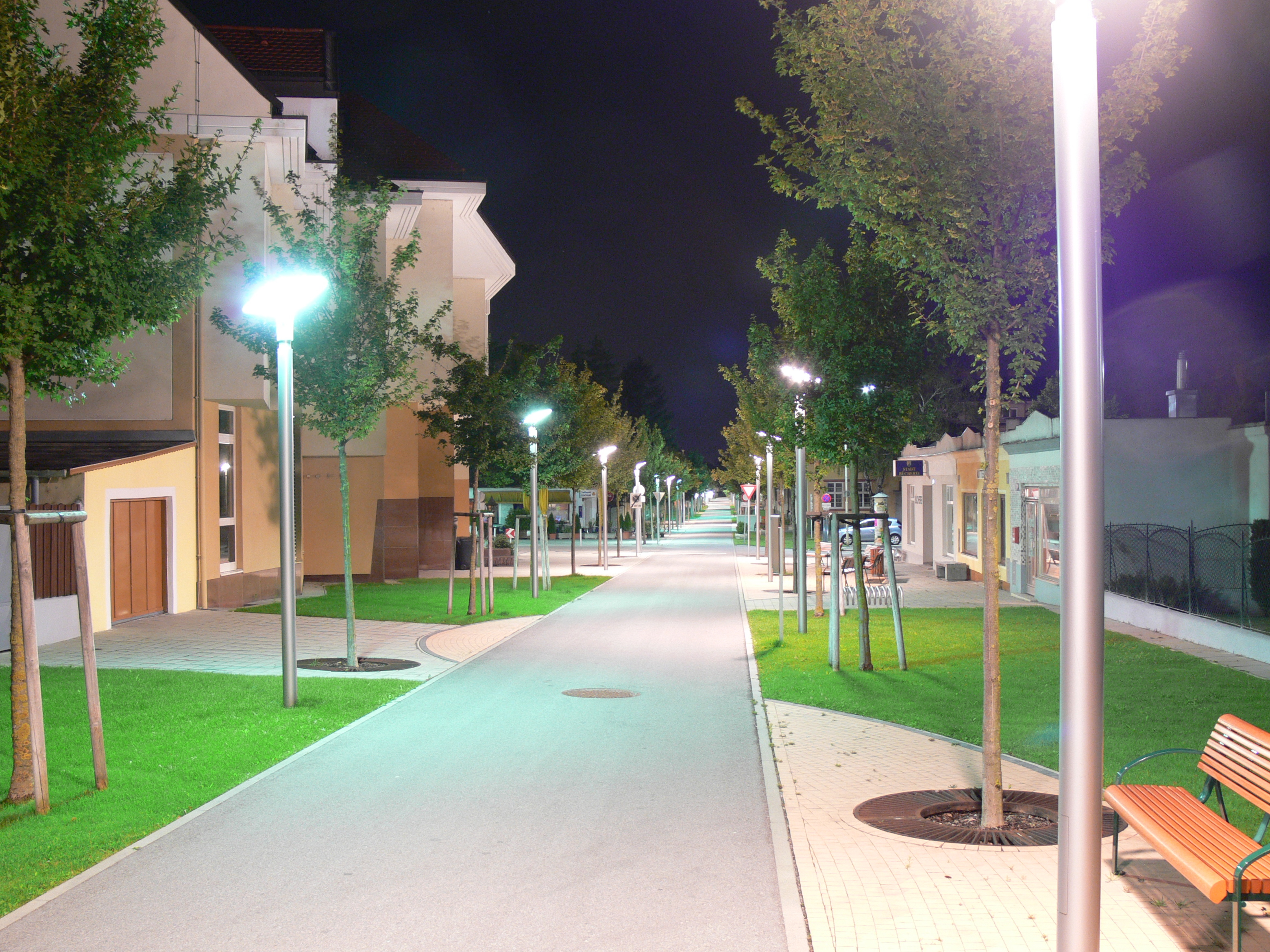
Friedhofallee

- Friedhofstraße(b) (KG Deutsch-Wagram), benannt nach dem 1904 errichteten heutigen Stadtfriedhof
- Friedrich Hegel-Gasse(i) (KG Helmahof), benannt nach dem Philosophen Georg Wilhelm Friedrich Hegel
- Frimbergergasse(a) (KG Deutsch-Wagram), benannt nach dem Dialektdichter Johann Georg Frimberger

## G
- Galileigasse(d) (KG Deutsch-Wagram) benannt nach dem Astronomen Galileo Galilei
- Gänserndorferstraße(b) (KG Deutsch-Wagram) jener Teil der Landesstraße B8 der zwischen der Kreuzung mit der Bockfließerstraße und dem Kreisverkehr Dammstraße liegt wird nach der Bezirkshauptstadt Gänserndorf benannt
- Gartengasse(b) (KG Helmahof)
- Gaston Glock-Platz(k), benannt nach dem Unternehmer Gaston Glock
- Girardigasse(a) (KG Helmahof), benannt nach dem Schauspieler Alexander Girardi
- Goethegasse(a) (KG Deutsch-Wagram) benannt nach dem Dichter Johann Wolfgang von Goethe
- Gottfried Herder-Gasse(a) (KG Helmahof) benannt nach dem Dichter Johann Gottfried von Herder
- Gottlieb Fichte-Gasse(i) (KG Helmahof) benannt nach dem Philosophen Johann Gottlieb Fichte
- Grenzweg(b) bildet die Grenze zwischen der Katastralgemeinde Deutsch-Wagram (südwestlich) und der Katastralgemeinde Helmahof (nordöstlich)
- Grete Rehor-Gasse, benannt nach der ÖVP-Politikerin Grete Rehor
- Grillparzerstraße(a) (KG Deutsch-Wagram) benannt nach dem Dichter Franz Grillparzer
- Grundemannstraße(g) (KG Deutsch-Wagram), benannt nach den Besitzern der Herrschaft Süßenbrunn den Grafen Grundemann von Falkenberg
- Gutenbergstraße(d) (KG Helmahof) benannt nach dem Erfinder des Buchdruckes Johannes Gutenberg

## H
- Hagergasse (KG Deutsch-Wagram)
- Hamerlingstraße(a) (KG Deutsch-Wagram), benannt nach dem  Dichter Robert Hamerling
- Hardeggstraße(c) (KG Deutsch-Wagram), benannt nach dem Feldherrn Johann Heinrich Graf zu Hardegg
- Haspingerstraße(c) (KG Deutsch-Wagram), benannt nach dem Tiroler Freiheitskämpfer Joachim Haspinger
- Hauptstraße(b) (KG Deutsch-Wagram) Teil der B8; bis 1918 Kaiser-Josef-Straße zur Erinnerung an Kaiser Josef Gründer der Wagramer Pfarre. Auf Karten des 19. Jahrhunderts wird die Straße als Hollitscherstraße bezeichnet: "Die schon 1045 erwähnte Fernstraße, die Platea Ungarica, diente der Kaiserin Maria Theresia als Reiseweg nach ihrem Lustschloß Hollitsch.
- Hausfeldstraße(b) (KG Helmahof und KG Deutsch-Wagram)
- Haydngasse(a) (KG Deutsch-Wagram), benannt nach dem Komponisten Joseph Haydn
- Heidegasse(b) (KG Deutsch-Wagram)
- Heinegasse(a) (KG Helmahof), benannt nach dem Dichter Heinrich Heine
- Heinrich Collin-Straße(a) (KG Deutsch-Wagram), benannt nach dem Dichter Heinrich Joseph von Collin
- Heinrich von Kleist-Gasse(a) (KG Helmahof), benannt nach dem Dichter Heinrich von Kleist

## I
- Im Föhrenhölzl(b) (KG Helmahof)
- Imkerweg(b) (KG Helmahof)

## J
- Jakob Grünwaldgasse(g) (KG Deutsch-Wagram), benannt nach dem Wagramer Lebensmittelhändler
- Jakob Reumanngasse(f) (KG Helmahof), benannt nach dem Politiker und Wiener Bürgermeister Jakob Reumann (SdP)
- Johann Nestroy-Gasse(a) (KG Helmahof), benannt nach dem Dichter Johann Nestroy
- Johann-Strauß-Gasse(a) (KG Helmahof), benannt nach dem Komponisten Johann Strauss (Vater)
- Josef Maderspergergasse(d) (KG Helmahof), nach dem Erfinder der Nähmaschine Josef Madersperger
- Josef Ressel-Gasse(d) (KG Helmahof), nach dem Erfinder der Schiffsschraube Josef Ressel
- Josef Weinheber-Gasse(a) (KG Deutsch-Wagram), benannt nach dem Dichter Josef Weinheber
- Jürgen Melzer-Gasse, benannt nach dem Tennisspieler Jürgen Melzer

## K
- Kantstraße(i) (KG Deutsch-Wagram), benannt nach dem Philosophen Immanuel Kant
- Karl Wiesinger-Gasse(g) (KG Deutsch-Wagram), benannt nach dem Wagramer Oberschulrat Karl Wiesinger
- Keplergasse(d) (KG Deutsch-Wagram), nach dem Astronom Johannes Kepler
- Kernstockgasse(a) (KG Deutsch-Wagram), benannt nach dem Dichter Ottokar Kernstock
- Kinogasse(b) (KG Deutsch-Wagram), benannt nach dem benachbarten Kino
- Kirchengasse(b) (KG Deutsch-Wagram, Altes Dorf)
- Korngasse(e) (KG Helmahof)

## L
- Lagerhausgasse(b) (KG Deutsch-Wagram)
- Lannergasse(a) (KG Helmahof), benannt nach dem Komponisten Joseph Lanner
- Lehargasse(a) (KG Helmahof), benannt nach dem Komponisten Franz Lehár
- Leipzigerplatz(c) (KG Deutsch-Wagram), benannt nach der Völkerschlacht bei Leipzig
- Leo Slezak-Gasse(a) (KG Helmahof), benannt nach dem Opernsänger und Schauspieler Leo Slezak
- Leopold Kunschak-Gasse(k) (KG Helmahof), benannt nach dem Politiker Leopold Kunschak (CS)
- Lessinggasse(a) (KG Deutsch-Wagram), benannt nach dem Dichter Gotthold Ephraim Lessing
- Lilienweg(e) (KG Deutsch-Wagram)

## M
- Marktplatz(b) (KG Deutsch-Wagram) In den Jahren 1928/29 wurde der damalige Marktplatz im Zuge der Erhebung von Deutsch-Wagram zur Marktgemeinde mit festen Verkaufslokalen bebaut. Nach einer umfassenden Neugestaltung wurde der Platz am 5. Juli 2020 feierlich wiedereröffnet. Der modernisierte Bereich umfasst begrünte Aufenthaltszonen, Hochbeete, einen Spring- und Trinkbrunnen, Ladestationen für E-Bikes sowie eine direkte Verbindung zur Musikschule. Teil der Neugestaltung ist auch ein neu angelegter Musikschulgarten mit einer beidseitig bespielbaren Bühne. Eine Informationstafel der Reihe „KULTUR(er)LEBEN“ vor dem Platz bietet Einblicke in die Geschichte und Bedeutung des historischen Marktplatzes.
- Maulbeergasse(e) (KG Helmahof)
- Michael Vogl-Straße(g) (KG Helmahof), benannt nach dem Wagramer Baumeister Kommerzialrat Michael Vogl
- Michael Wielandstraße(g) (KG Deutsch-Wagram), benannt nach dem Wagramer Bürgermeister Michael Wieland
- Mozartgasse(a) (KG Deutsch-Wagram), benannt nach dem Komponisten Wolfgang Amadeus Mozart

## N
- Nikolaus Kopernikus-Gasse(d) (KG Helmahof), benannt nach dem Astronomen Nikolaus Kopernikus
- Nikolaus-Lenau-Gasse(a) (KG Helmahof), benannt nach dem Schriftsteller Nikolaus Lenau
- Nobilegasse(d) (KG Deutsch-Wagram, Hagerfeld), benannt nach dem Luftschiffpionier Umberto Nobile
- Nordmannstraße(c) (KG Deutsch-Wagram), benannt nach Feldmarschall-Leutnant Armand Freiherr von Nordmann

## O
- Ofnerstraße (KG Helmahof)
- Ostmarkstraße (KG Deutsch-Wagram)
- Ottokar Weyrichplatz(g) (KG Deutsch-Wagram Altes Dorf), benannt nach dem Wagramer Pädagogen Ottokar Weyrich

## P
- Parbasdorferstraße(b) (KG Deutsch-Wagram, Altes Dorf) ist die Landesstraße L 6 und führt zur Nachbargemeinde Parbasdorf
- Pirquetstraße(h) (KG Deutsch-Wagram), benannt nach dem im nahen Hirschstetten geborenen Pionier der Raketentechnik Guido Freiherr von Pirquet
- Promenadenweg(b) (KG Deutsch-Wagram Altes Dorf) benannt nach der Uferpromenade entlang des nach der Einmündung des Marchfeldkanals reichlich Wasser führenden Rußbaches

## Q
- Quadenstraße (KG Helmahof), benannt nach dem Volksstamm der Quaden

## R
- Radetzkystraße(c) (KG Deutsch-Wagram), benannt nach dem Feldherrn Josef Wenzel Graf Radetzky von Radetz
- Raphael Donnergasse(a) (KG Deutsch-Wagram), benannt nach dem Bildhauer Georg Raphael Donner
- Raimundgasse(a) (KG Deutsch-Wagram), benannt nach Ferdinand Raimund
- Richard Wagnergasse(a) (KG Deutsch-Wagram), benannt nach dem Komponisten Richard Wagner
- Robert Blum-Straße(f) (KG Helmahof), benannt nach dem Politiker Robert Blum
- Robert Stolz-Gasse(a) (KG Helmahof), benannt nach dem Komponisten Robert Stolz
- Rohrergasse(g) (KG Deutsch-Wagram Altes Dorf), benannt nach dem Wagramer Pfarrer Rohrer 1879–1893
- Röntgengasse(d) (KG Helmahof), benannt nach dem Entdecker Wilhelm Conrad Röntgen
- Roseggergasse(a) (KG Deutsch-Wagram), benannt nach dem Dichter Peter Rosegger
- Rosengasse(e) (KG Helmahof)
- Rußbachhof(b), benannt nach dem durch Wagram fließenden Rußbach
- Rußbachstraße(b) (KG Helmahof), benannt nach dem durch Wagram fließenden Rußbach

## S
- Sachsenklemme(c) (KG Deutsch-Wagram Altes Dorf), benannt nach dem Ereignis aus dem Kriegsjahr 1809, als am Abend des 5. Juli die unter der Führung des französischen Marschalls Bernadotte stehenden Sachsen ungestüm in den Ort eindrangen, sich gegenseitig bekämpften und schließlich durch die österreichischen Bataillone Reuß-Plauen und Mittrowski aus Wagram gedrängt wurden.
- Sahulka-Park(h) (KH Deutsch-Wagram), benannt nach dem in Wagram geborenen Wissenschafter Johann Sahulka. In der Mitte des Parkes, der auf dem ehemaligen 2. Friedhof errichtet wurde, befindet sich die zur Erinnerung an die Opfer der Schlacht bei Wagram erbaute Monumentalkapelle.
- Sandgasse(b) (KG Deutsch-Wagram Hagerfeld)
- Schillerstraße(a) (KG Deutsch-Wagram), benannt nach dem Dichter Friedrich von Schiller
- Schulallee(b) (KG Deutsch-Wagram) führt an der Volksschule, von welcher sie ihren Namen hat, entlang
- Schulgasse(b) (KG Deutsch-Wagram) führt an der Rückseite der Volksschule, von welcher sie ihren Namen hat, entlang
- Sebastian Kneipp-Gasse(j) (KG Helmahof) nach dem bayerischen Priester und Hydrotherapeuten Sebastian Kneipp
- Smolagasse(c) (KG Deutsch-Wagram), benannt nach dem Offizier Joseph Freiherr von Smola
- Speckbachergasse(c) (KG Deutsch-Wagram), benannt nach dem Freiheitskämpfer Josef Speckbacher
- Stallingerfeld
- Stefan Fadinger-Straße(f) (KG Deutsch-Wagram), benannt nach dem Bauernführer Stefan Fadinger

## T
- Theodor Körner-Gasse(f) (KG Deutsch-Wagram), benannt nach dem Wiener Bürgermeister und Bundespräsidenten Theodor Körner (SPÖ)
- Trappenweg(e) (KG Deutsch-Wagram, Hagerfeld)
- Tulpenweg(e) (KG Deutsch-Wagram)

## V
- Varnhagengasse(c) (KG Deutsch-Wagram), benannt nach dem Chronisten Karl August Varnhagen von Ense
- Viktor Adler-Straße(f) (KG Helmahof), benannt nach dem Politiker Viktor Adler (SDAP)
- Viktor Kaplan-Straße(d) (KG Deutsch-Wagram), benannt nach dem Erfinder Viktor Kaplan, Schwager und Berater in Patentrechten Karl Heilinger war späterer Inhaber der Joh. Heilinger & Co., Kunstdünger- und Schwefelfabrik in Deutsch-Wagram von 1893 bis 1916.

## W
- Wabenweg(b) (KG Helmahof),
- Waggerlgasse(a) (KG Helmahof), benannt nach dem Schriftsteller Karl Heinrich Waggerl
- Wagner Schönkirch-Gasse(h) (KG Helmahof), benannt nach dem Komponisten Hans Wagner-Schönkirch
- Waldgasse(b) (KG Helmahof), benannt nach dem angrenzenden Gemeindewald
- Wendlingerstraße(b) (KG Helmahof), benannt nach der angrenzenden KG Wendlingerhof
- Wenzel Messenhauser-Gasse(f) (KG Helmahof), benannt nach dem Führer des Oktoberaufstandes Wenzel Messenhauser
- Werkgasse(b) (KG Deutsch-Wagram), benannt nach dem ehemals am südlichen Ende befindlichen Elektrizitätswerk
- Wilhelm Buschgasse(a) (KG Deutsch-Wagram), benannt nach dem Dichter Wilhelm Busch
- Wilhelm Exner-Straße(g) (KG Helmahof), benannt nach dem Gänserndorfer Wilhelm Exner
- Wilhelm Kreß-Gasse(d) (KG Helmahof), benannt nach dem Flugpionier Wilhelm Kress
- Wimpffengasse(c) (KG Deutsch-Wagram), benannt nach dem Offizier Maximilian Freiherr von Wimpffen

## Z
- Ziehrergasse(a) (KG Helmahof), benannt nach dem Komponisten Carl Michael Ziehrer